# (400145) 2006 UJ244
(400145) 2006 UJ244 es un asteroide perteneciente al cinturón de asteroides, descubierto el 27 de octubre de 2006 por el equipo del Mount Lemmon Survey desde el Observatorio del Monte Lemmon, Arizona, Estados Unidos.

## Designación y nombre
Designado provisionalmente como 2006 UJ244.

## Características orbitales
2006 UJ244 está situado a una distancia media del Sol de 2,608 ua, pudiendo alejarse hasta 3,127 ua y acercarse hasta 2,089 ua. Su excentricidad es 0,198 y la inclinación orbital 10,75 grados. Emplea 1538,76 días en completar una órbita alrededor del Sol.

## Características físicas
La magnitud absoluta de 2006 UJ244 es 17,6. Tiene 1,404 km de diámetro y su albedo se estima en 0,09.